# Triomino
Ne pas confondre avec le jeu de triominos, constitué de 56 dominos triangulaires

Les deux seuls triominos

Un triomino est un polygone composé de trois carrés qui se touchent par un côté complet. Il n'y a que deux triominos en tout : les trois carrés sont en ligne ou forment un L. Caractérisés de façon systématique par Solomon W. Golomb, ils appartiennent à la classe des polyominos.